# Maria (I Like It Loud)
Maria (I Like It Loud) è un singolo del gruppo musicale tedesco Scooter, pubblicato nel 2003 come terzo estratto dall'album The Stadium Techno Experience. Rispetto alla versione dell'album, il singolo presenta alcune differenze dovute alla collaborazione con l'autore del brano originale, Marc Acardipane, e con Dick Rules, con cui Acardipane aveva già realizzato una nuova versione della canzone nel 2002. Il brano ha ottenuto un'enorme popolarità e molti fan identificano Scooter proprio con questa canzone, la cui versione album è ancora parte integrante dei loro concerti.

## Storia
La traccia è una rielaborazione della versione realizzata nel 2002 da Marc Acardipane e Dick Rules. Nel testo originale "My radio, believe me, I like it loud" è stato sostituito da "Maria, believe me, I like it loud", da cui deriva il nuovo titolo del brano. Secondo il libro "Always Hardcore" di Scooter, l'idea di modificare il testo è venuta a una delle guardie del corpo di H.P. Baxxter. Sempre nel libro si racconta che la parte cantata dal pubblico ("töp-töp", in realtà "döp-döp") è stata registrata con l'aiuto dei dipendenti della Kontor Records, radunati in studio appositamente per l'occasione.
La canzone è l'inno del club calcistico romeno FCSB, nonché la "goal song" del Philadelphia Union, del Borussia Mönchengladbach e del Debreceni VSC.
La B-side "Giant's Causeway" è un'altra allusione al Regno Unito, ispirata dalla Strada dei Giganti in Irlanda del Nord.

## Tracce
1. Maria (I Like It Loud) (Radio Edit) – 3:41
2. Maria (I Like It Loud) (Club Mix) – 6:11
3. Maria (I Like It Loud) (Extended Mix) – 5:10
4. Giants' Causeway – 3:47
5. Multimediacontent: videoclip, making of, foto

Le stesse tracce sono state pubblicate anche in Russia su cassetta. Il singolo è stato anche distribuito a scopo promozionale, senza i contenuti multimediali. Cinquecento copie sono state date alla squadra di hockey Dresden Eislöwen, con copertine autografate. Nel Regno Unito, al posto della Extended Mix, il singolo contiene un "Ultrabeat Remix".

### Versione in vinile
1. Maria (I Like It Loud) (Club Mix) – 6:11
2. Maria (I Like It Loud) (Extended Mix) – 5:08

Nella versione britannica è incluso anche l'"Ultrabeat Remix".

## Altre versioni
L'"Ultrabeat Remix" è stato incluso nella ristampa del 2013 "The Stadium Techno Experience (20 Years of Hardcore Expanded Edition)". Nello stesso anno è stato pubblicato come singolo e incluso come bonus track nella compilation "20 Years of Hardcore" e nel secondo CD bonus dell'album "The Fifth Chapter" del 2014.
Nel 2017, Olga Scheps ha realizzato una versione per pianoforte del brano, inclusa nella raccolta "100% Scooter".
La versione limitata dell'album "Who's Got The Last Laugh Now?" include una versione video registrata dal vivo, ottimizzata per telefoni cellulari. Nell'edizione limitata sudafricana dell'album sono presenti due video.
Il brano è stato incluso come bonus track nel mini CD della compilation "24+3 Carat Gold", e nelle raccolte "20 Years of Hardcore" e "100% Scooter - 25 Years Wild & Wicked".
Nel 2004, una versione live del brano è stata inclusa nell'album "10th Anniversary Concert", così come negli album live "Excess All Areas" del 2006, "Live In Hamburg" del 2010, e "I Want You To Stream" del 2020.
Il video live del 2008 "Live In Berlin" e il video del 2011 "The Stadium Techno Inferno" includono anch'essi il brano.

## Videoclip
Il videoclip si svolge in un hangar, interamente filmato con un filtro arancione. La trama vede una "sfida" tra Marc Acardipane e Dick Rules da un lato e Scooter dall'altro. Dick Rules e H.P. Baxxter si scambiano battute come in una rap battle. Appare anche il bodybuilder Ralf Moeller, vestito in modo elegante e con molti gioielli e denaro. Dopo aver bevuto un vodka martini, il suo occhio destro si illumina di rosso e inizia a ballare freneticamente. Una ragazza con una maglietta "Maria" lo osserva inorridita e sviene. Alla fine del video, Dick Rules e H.P. Baxxter si tuffano nella folla e si avvicinano l'un l'altro fino a fissarsi negli occhi. Questa immagine è stata usata per la copertina del singolo.